# Grace Nortey
Grace Nortey là một nữ diễn viên đóng vai chính trong nhiều nhân vật trên truyền hình Ghana vào những năm 1990.